# Autobahndreieck Dortmund/Witten
Das Autobahndreieck Dortmund/Witten (Abkürzung: AD Dortmund/Witten; Kurzform: Dreieck Dortmund/Witten) ist ein Autobahndreieck in Nordrhein-Westfalen in der Metropolregion Rhein-Ruhr. Es verbindet die Bundesautobahn 45 (Sauerlandlinie; E 41) mit der Stadtautobahn A 448 (Bochum – Dortmund).

## Geografie
Das Autobahndreieck liegt auf dem Stadtgebiet von Dortmund im Stadtbezirk Hombruch, nahe der Stadtgrenze zu Witten. Nächstgelegene Stadtteile sind Löttringhausen, Menglinghausen, Eichlinghofen, Persebeck, Kruckel und Salingen. Es befindet sich etwa 7 km südwestlich der Dortmunder Innenstadt, etwa 12 km nördlich von Hagen und etwa 15 km östlich von Bochum.
Das Autobahndreieck Dortmund/Witten trägt auf der A 45 die Nummer 7 und auf der A 448 die Anschlussstellennummer 46. Ursprünglich war das A-448-Teilstück zwischen dem Autobahnkreuz Bochum/Witten und dem damaligen Autobahnkreuz Dortmund/Witten ein Teilstück der A 44 (Aachen – Hessisch Lichtenau). Dadurch erklärt sich die hohe Anschlussstellennummer auf der A 448.

## Bauform und Ausbauzustand
Die A 45 verfügt in Fahrtrichtung Norden über zwei Fahrstreifen, in Fahrtrichtung Süden über drei Fahrstreifen. Die A 448 ist sechsstreifig ausgebaut. Fast alle Verbindungsrampen sind einspurig ausgeführt. Die Verbindungsrampe von der A 45 aus Richtung Süden auf die A 448 ist seit dem Umbau zweispurig ausgebaut. Aufgrund von Verfüllungsarbeiten ist jedoch eine Fahrspur bislang noch gesperrt.
Das Autobahndreieck wurde als unvollständiges Kleeblatt angelegt. Es bestehen Bauvorleistungen für eine Verlängerung der A 448 bzw. früheren A 44 in Richtung Osten, so sind zum Beispiel die beiden Ohren für den Verkehr von / nach Osten vorhanden, aber nur für den Autobahnbetriebsdienst freigegeben. Die Hauptfahrbahn nach Osten und die Tangenten sind nicht komplett ausgebaut. Geplant war eine Weiterführung der A 448 bzw. früheren A 44 durch den Dortmunder Süden bis zum Autobahnkreuz Dortmund/Unna. Diese Planungen bestehen nicht mehr. Der Verkehr für die Relation Bochum – Kassel wird heute über den Dortmunder Autobahnring, die A 45 und die A 1 geleitet.

## Umbau zum Autobahndreieck
Aufgrund der nicht mehr verfolgten Planungen für eine Weiterführung der A 448 wurde das vormalige Autobahnkreuz zum Autobahndreieck umgebaut. Seitdem wird der Verkehr von der A 45 aus Richtung Süden auf die A 448 (der vormaligen, mittlerweile aber umgewidmeten A 44) Richtung Westen direkt geführt. Für das zuvor genutzte, nordöstliche Ohr des Kleeblattes ist ebenso wie für die beiden anderen ungenutzten Ohren ein Rückbau geplant. Die Untersuchung des Bauuntergrundes ist ab Frühjahr 2020 erfolgt, so dass der eigentliche Umbau im Sommer 2020 begonnen hat Mit dem Umbau wurde außerdem das bestehende Überführungsbauwerk der Parallelfahrbahn in Richtung Norden entlastet, welches aufgrund einer Nachberechnung der Tragfähigkeit seit dem 6. Mai 2019 im Verflechtungsbereich nur noch einspurig genutzt werden konnte.

## Verkehrsaufkommen
Das Dreieck wird täglich von rund 89.000 Fahrzeugen befahren.
| Von                              | Nach                   | Durchschnittliche tägliche Verkehrsstärke | Anteil Schwerlastverkehr |
| -------------------------------- | ---------------------- | ----------------------------------------- | ------------------------ |
| AS Dortmund-Eichlinghofen (A 45) | AK Dortmund/Witten     | 63.200                                    | 08,8 %                   |
| AK Dortmund/Witten               | AS Dortmund-Süd (A 45) | 68.700                                    | 10,0 %                   |
| AS Witten-Annen (A 448)          | AK Dortmund/Witten     | 46.900                                    | 07,7 %                   |